# Anouk Jonker
Anouk Jonker (* 25. März 1999) ist eine Schweizer Unihockeyspielerin, die beim Nationalliga-A-Verein UHC Laupen unter Vertrag steht.

## Karriere
Jonker begann ihrer Karriere bei den Floorball Riders und wechselte von den Riders 2014 in den Nachwuchs des UHC Dietlikon. Nach einer Saison verliess sie den UHC Dietlikon und schloss sich dem UHC Laupen an. Für Laupen debütierte sie während der Saison 2019/20 in der ersten Mannschaft des UHC Laupen. Ab der Saison 2020/21 war Jonker fixer Bestandteil der ersten Mannschaft.
Am 16. März 2021 verkündete der UHC Laupen die Vertragsverlängerung mit Jonker.
Am 31. Januar 2023 debütierte Jonker für das Niederländische Nationalteam. An den Women’s WFCQ EUR 1 2023, dem Qualifikationsturnier zur Weltmeisterschaft 2023 erzielte Jonker 3 Tore und 2 Assists, womit sie Topscorerin ihres Teams war.